# Geraecormobius
Geraecormobius is een geslacht van hooiwagens uit de familie Gonyleptidae.
De wetenschappelijke naam Geraecormobius is voor het eerst geldig gepubliceerd door Holmberg in 1887. 

## Soorten
Geraecormobius omvat de volgende 15 soorten:
- Geraecormobius anomalus
- Geraecormobius armatus
- Geraecormobius bispinifrons
- Geraecormobius cervifrons
- Geraecormobius clavifemur
- Geraecormobius convexus
- Geraecormobius cunhai
- Geraecormobius granulosus
- Geraecormobius indivisus
- Geraecormobius nanus
- Geraecormobius pallidimanu
- Geraecormobius rohri
- Geraecormobius salebrosus
- Geraecormobius spinifrons
- Geraecormobius sylvarum